# Antônio Gonçalves Dias

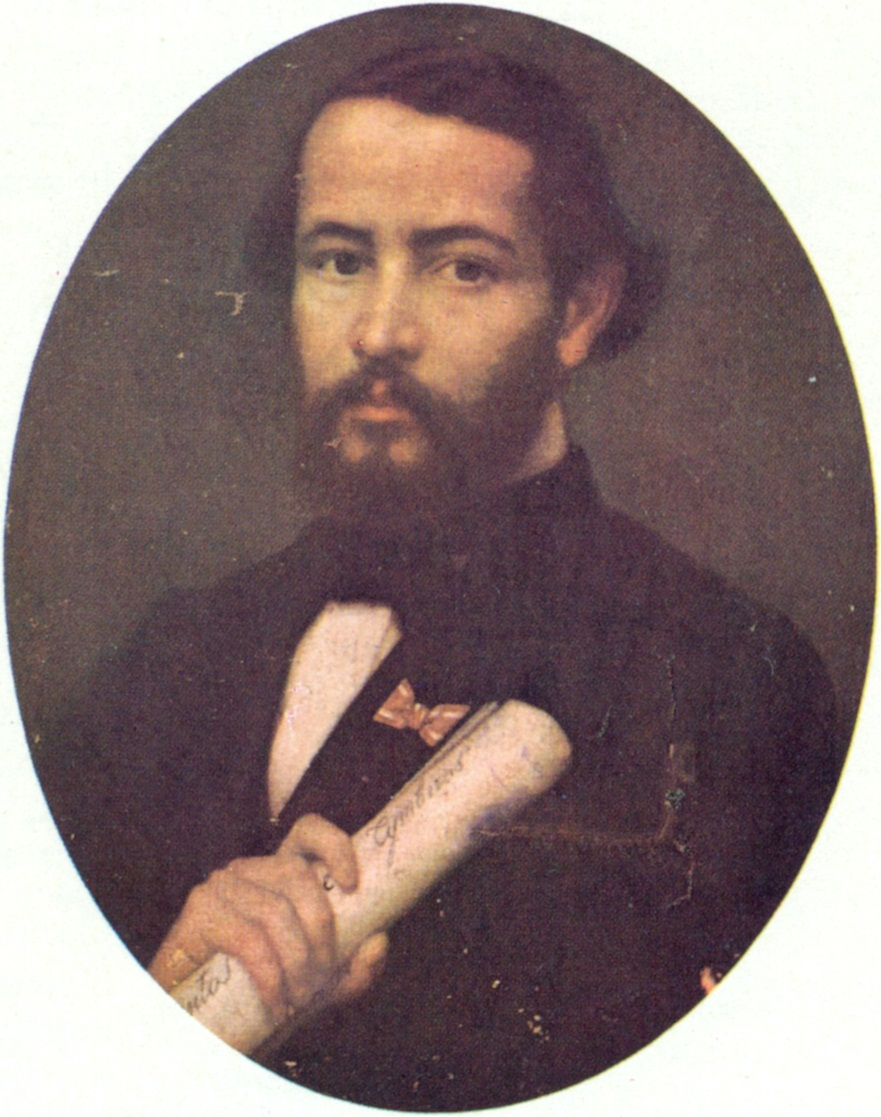
Antônio Gonçalves Dias, um 1860

Antônio Gonçalves Dias (* 10. August 1823 in Caxias, Maranhão; † 3. November 1864 in Guimarães, Maranhão) war ein brasilianischer Dichter. Er war Sohn eines portugiesischen Vaters und einer Mutter, die indianische und schwarze Vorfahren hatte, und gilt als früher Vertreter eines romantischen Indianismo.

## Leben
Dias kam 1838 nach Portugal, studierte an der Universität Coimbra Philosophie und Rechtswissenschaft und arbeitete später als Staatsanwalt (procurador publico) in Maranhão.
Später siedelte er nach Rio de Janeiro über, wo er sich an verschiedenen Journalen literarisch, besonders mit Interesse am Theater, beteiligte und das Drama Léonor de Mendoça (1847) veröffentlichte, dessen Stoff er der portugiesischen Geschichte entnahm. Seinen Ruf als Dichter begründeten die Primeiros cantos (Rio de Janeiro 1846), die zahlreiche Nachahmungen hervorriefen und wesentlich dazu beitrugen, der jungen literarischen Entwicklung Brasiliens einen neuen Impuls und eine mehr nationale Richtung zu verleihen. Bald folgten die Segundos cantos (Rio de Janeiro 1848), unter denen besonders die Balladen Gesang von Tabira und die Ode an die Bewohner von Pernambuca Beifall fanden. 1850 brachte er die Ultimos cantos (Rio de Janeiro 1850) heraus.
Dias war inzwischen in Anerkennung seiner Verdienste zum Professor der Geschichte am Colégio Pedro II in Rio de Janeiro ernannt worden, erhielt 1851 eine Stelle im Außenministerium (Secretaria dos Negócios Estrangeiros) und wurde 1855 mit einer wissenschaftlichen Mission nach Europa beauftragt, von der er erst 1858 nach Brasilien zurückkehrte.
Bald darauf nahm er als Historiker und Ethnograph an der Expedition der Comissão Científica de Exploração teil, die von der Regierung zur Erforschung des brasilianischen Bundesstaates Ceará und der Uferlandschaften des Amazonas organisiert wurde. Dias fühlte sich aber von der Anstrengung der Reise so angegriffen, dass er 1862 zu seiner Erholung eine zweite Reise nach Europa unternahm, wo er unter anderem Dresden, Teplice, Lissabon, Savoyen und zuletzt Paris besuchte. Im September 1864 schiffte er sich wieder nach Brasilien ein, starb aber unterwegs, kurz bevor das Schiff an der Küste von Maranhão Schiffbruch erlitt.

## Ehrungen
- Antônio Gonçalves Dias zu Ehren, wurde die Stadt Gonçalves Dias (Maranhão) im brasilianischen Bundesstaat Maranhão nach ihm benannt.
- Nach seinem Tod wurde Gonçalves Dias Namensgeber für den Sitz 15 (Cadeira) der 1897 nach dem Vorbild der Académie Française gegründeten Academia Brasileira de Letras, der brasilianischen Akademie der Literatur. Er gehört somit zu den sogenannten „Unsterblichen“ (imortais) der Akademie. Erster Stuhlinhaber war das Gründungsmitglied Olavo Bilac von 1897 bis 1918.

## Werke
Auswahl:
- Canção do exílio, 1843
- Beatrice Cenci, 1843
- Patkull, 1843
- Primeiros cantos, 1846
- Seus Olhos, 1846
- Léonor de Mendoça, 1847
- Segundos Cantos, 1848
- As sextilhas de Frei Antão, 1848
- Últimos Cantos, 1851
- I-Juca Pirama, 1851
- Leito de Folhas Verdes, 1851
- Cantos, 1857
- Os timbiras, 1857
- Dicionário da Língua Tupi, 1858
- Obras posthumas, 1866
- Boabdil
- Poesia Lírica e indianista